# Sant Andreu de Bestracà
Sant Andreu de Bestracà és una església situada al despoblat del mateix nom, al municipi de Camprodon (Ripollès), inclosa a l'Inventari del Patrimoni Arquitectònic de Catalunya. Està situada al vessant sud del puig de Bestracà, a uns 970 metres sobre el nivell del mar, amb espectaculars vistes vers l'Empordà a l'est. S'hi arriba per una pista de terra que passa per davant la Masia del Pairer, tot prenent una desviació de la carretera que uneix Oix i Beget.

## Història

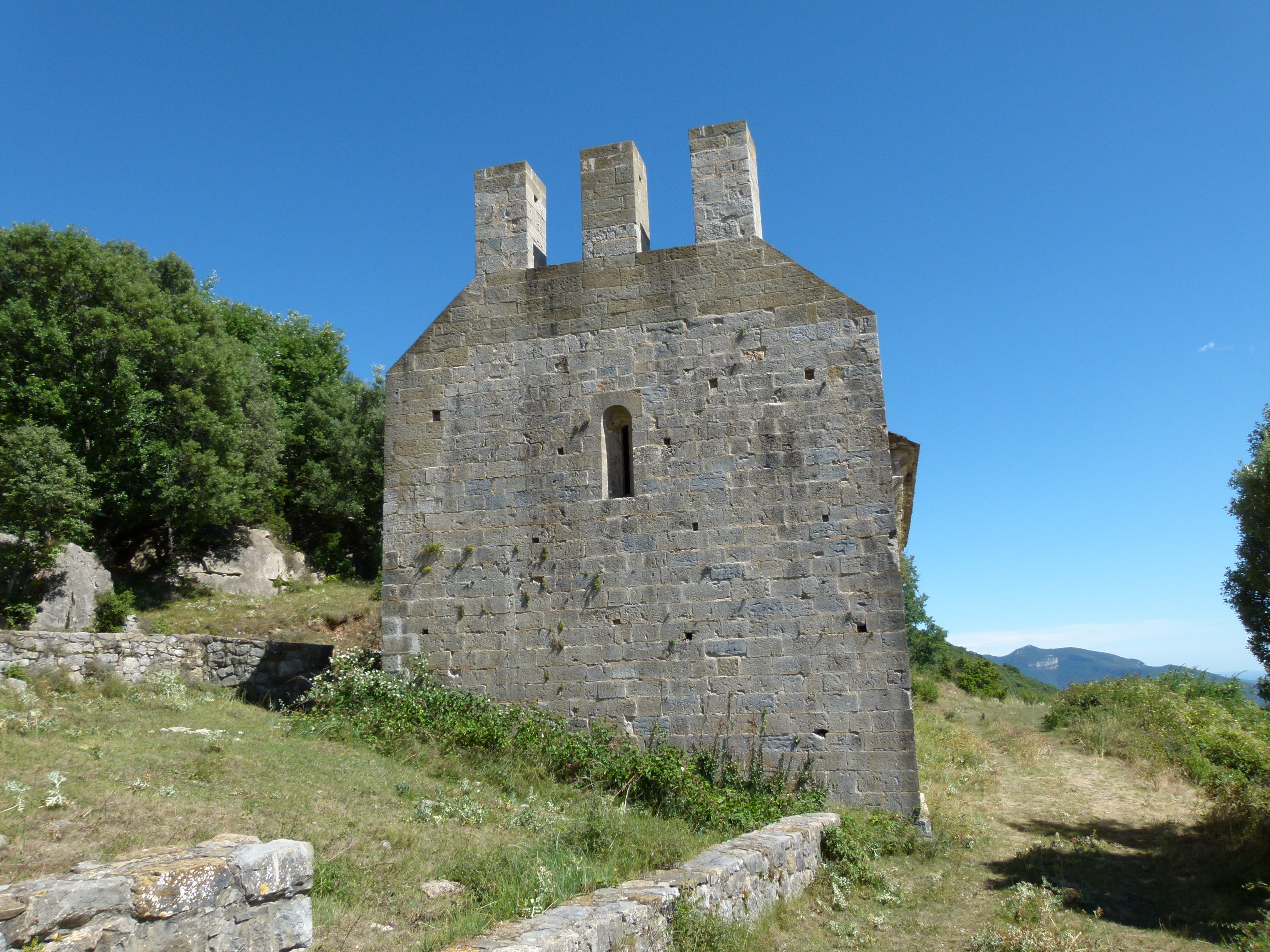

Les primeres notícies documentals són del 977, quan es cita Sancti Andree et Juliani et loco bestracano et ventano al llegat testamentari que feu Miró, comte de Besalú, al monestir de Sant Llorenç prop Bagà. Posteriorment, el comte Oliba Cabreta cedí al predit monestir diversos béns, entre els quals se citen Sant Andreu i Sant Julià de Bestracà, Bestracanell i la vil·la Adano. A les Rationes Decimarum Hispaniae s'anomena ecclesia de Bestrecano el 1279 i ecclesia de Bestrerrano pel 1280. En els nomenclàtors de la diòcesi corresponents al segle xiv hi figura com a ecclesia parrochialis sancti andree de Bestrachano. El temple va ser parròquia fins al 1608, quan va passar a dependre de Sant Miquel de Pera.
Al Museu Diocesà de Girona es conserven les lipsanoteques que es van trobar a l'altar major del temple durant la restauració del 1964. En aquella època es van tornar a editar uns Goigs de l'ermità.

## Descripció
És una construcció del segle xii, d'una sola nau de volta apuntada, amb una cornisa a l'interior que corre pels murs. L'absis semicircular és a llevant i presenta finestra central, cornisa i fris sostingut per mènsules. Aquestes, com les que sostenen el fris de la paret de migdia, estan acuradament esculpides, representant testes humanes, nombrosos animals mitològics, elements geomètrics i semiesferes. A l'interior es conserven tres mènsules de pedra sense ornamentació que servien per aguantar un antic cor. La porta d'ingrés,és d'arc de mig punt amb llinda i un timpà on hi ha una creu en relleu. Els batents conserven molts dels antics ferros forjats i el forrellat, d'època posterior a la romànica, representa el cap d'un drac.
A l'interior es conserva una pica baptismal romànica. A l'exterior hi ha mènsules esculpides representant caps, monstres i bucranis, de tradició clàssica. La coberta original era de llosa amb un carener al mig. Per dins els murs són llisos, llevat d'una senzilla cornisa que hi corre a l'entorn. El campanar està ubicat damunt el frontispici, és d'espadanya amb dos ulls truncats a la part superior i no disposa de campanes. A l'interior, a més de la pica romànica n'hi ha una altra, de pedra del país i sense ornamentació. Fa 78 cm d'amplada màxima i 60 cm d'alçada. La pica baptismal es conserva a l'interior del temple. Està feta en pedra del país i no presenta cap tipus d'ornamentació. El 1545, va ser visitada per un delegat del bisbe Joan de Margarit, el qual digué: «en aquesta església no hi ha reservat el cos de Crist, ni hi ha fonts baptismals, ni olis sagrats, administrant-los des de l'església de Sant Miquel de Pera.» En expressar que no hi havia pica baptismal, es considera que no es duien a terme bateigs. La pica amida 86 cm de diàmetre i té una alçada de 77 cm.